# Rock’n’Roll Club DAMO
Rock’n’Roll Club DAMO ist ein Tanzsportverein aus Winterthur, der die Turniertanzsportarten Rock ’n’ Roll und nebenbei auch Boogie-Woogie betreibt.

## Geschichte
Der Rock’n’Roll Club DAMO wurde 1977 in Winterthur auf Initiative von Daniel und Montse Bachmann gegründet (die später auch bei der Gründung der nationalen Verbänden mitwirkten) und bestand zu Beginn aus drei Tanzpaaren. 1978 wurde das Tanzpaar Bachmann Schweizer Meister und erreichte an der EM den 3. Platz. 1991 erreichte der Club als Formation Bronze an den Weltmeisterschaften. Im selben Jahr wurde auch eine Nachwuchsabteilung gegründet.

### DAMO als Veranstalter von Wettbewerben
Auch als Veranstalter von Wettbewerben ist DAMO tätig: 1984 veranstaltete man die erste gemeinsame Schweizermeisterschaft der beiden nationalen Verbände in der Eulachhalle. 1987 wurde im Stadttheater Winterthur ein Weltcupturnier ausgetragen und ein Jahr später  folgten im Casinotheater Winterthur die Rock’n’Roll-Weltmeisterschaften der Formationen. 1995 wurde in der Saalsporthalle in Zürich die WM der Einzelpaare ausgetragen. Es folgten weitere nationale und internationale Turniere: 2013 wieder die Rock'n'Roll-WM in den Eulachhallen in Winterthur und 2016 die WM der Ladies-Formation, ebenfalls in den Eulachhallen Winterthur.